# Málaga TechPark - Parque Tecnológico de Andalucía
Málaga TechPark - Parque Tecnológico de Andalucía es un gran parque empresarial especializado en el sector de las tecnologías de la información y comunicaciones (TIC), I+D, microelectrónica y semiconductores, ciberseguridad, vehículo conectado e industria 4.0, salud digital y biotecnología, smart cities y energías renovables, y consultoría e ingeniería tecnológica. Está situado en Málaga, España y cuenta con más de 715 empresas y 27.940 trabajadores.

## Historia

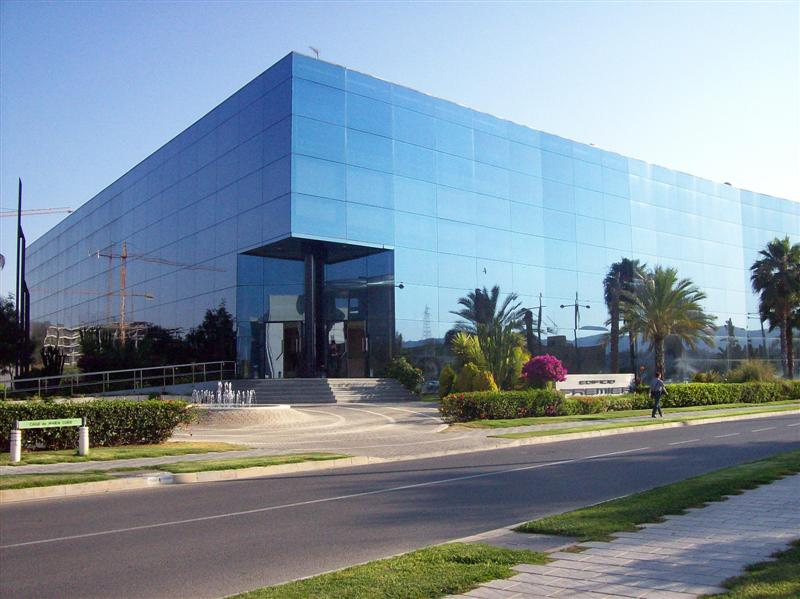
Edificio Premier de Málaga TechPark

El origen se remonta a 1985 cuando la Junta de Andalucía encarga un estudio a la consultora japonesa Technova para analizar la viabilidad de un Parque Tecnológico en Andalucía y determinar su mejor ubicación. Los resultados de ese estudio mostraron que era la Costa del Sol el lugar idóneo para su ubicación. A finales de 1988 se firma un acuerdo entre la Junta de Andalucía y el Ayuntamiento de Málaga para su construcción y el 9 de diciembre de 1992 se inaugura finalmente el Parque. El lugar elegido fue la finca El Ciprés, con ciento setenta hectáreas de terreno situadas a trece kilómetros del centro de la capital, a siete del Campus Universitario de Teatinos y a seis del Aeropuerto de Málaga-Costa del Sol.[cita requerida]
El Parque Tecnológico de Andalucía se concibe en sus orígenes como un  núcleo de dinamización tecnológica de la industria en Málaga y en Andalucía. Esta dinamización fue entendida en sentido cualitativo como el soporte de funciones, tales como la generación de conocimientos científicos y tecnológicos, la implantación de actividades industriales y de servicios de alta calidad, que permitan la aplicación y experimentación de las nuevas tecnologías y finalmente, el establecimiento de unas estructuras de servicios tecnológicos y de formación orientados hacia las empresas e instituciones.[cita requerida]
Las primeras empresas que se ubicaron en el Parque Tecnológico de Andalucía, que se constituyó con un capital de 45 millones de las antiguas pesetas, fueron Hughes Microelectronics, la cual contaba con tecnología pionera en España en el sector de la fabricación electrónica, y más tarde la acompañaría CETECOM (actual AT4 Wireless), Ingenia y la incubadora del Centro Europeo de Empresas e Innovación, Bic Euronova.
Desde 1995 es sede mundial de la Asociación Internacional de Parques Tecnológicos y Áreas de Innovación (IASP), que agrupa a más de 115.000 empresas en 350 parques tecnológicos en todo el mundo. Desde 1998, es la sede de la Asociación de Parques Científicos y Tecnológicos de España (APTE). Desde octubre de 2020, la entidad cuenta con una nueva marca, ‘Málaga TechPark’, con la que potencia su proyección internacional y su grado de identificación con el entorno local de Málaga.

## Sectores productivos
En cuanto a los sectores de actividad de las empresas, el mayoritario es el relativo a las Tecnologías de la Información y las Comunicaciones (Electrónica, Informática y Telecomunicaciones) y los Centros Tecnológicos y de Investigación y Desarrollo (I+D), que engloban el 40,16 por ciento del total de las empresas instaladas en el parque y que representa un 39,57 % del total de la facturación de la tecnópolis. 
Además, este sector (TICs y Centros Tecnológicos y de I+D) da empleo al 51 % de los trabajadores de las empresas e instituciones ubicadas en Málaga TechPark. El Medio Ambiente y la Medicina y la Salud, con un once por ciento respectivamente de volumen de trabajadores, son los sectores de actividad que ocupan el segundo puesto en cuanto a número de empleados; seguidos del sector Industrial con el nueve por ciento, el Agroalimentario y Biotecnología con un cinco por ciento; el Comercial y el de Formación y Recursos Humanos con un cuatro por ciento respectivamente, y otros el cinco por ciento.

## Impacto económico
En el año 2024, la tecnópolis contaba con 27 940 trabajadores en 715 empresas que facturaron 4181 millones de euros y dedicaron a I+D más del 10% de su plantilla (2.860 personas) y una inversión de 173 millones de euros.
Desde su inauguración, la inversión total en el parque ha alcanzado los 991 millones de euros, de los que más del 80% es inversión privada. En 2024 esta cifra ha alcanzado los 37 millones de euros (12% inversión pública y 88% inversión privada).
Con referencia a la inversión en I+D de las empresas e instituciones del parque, esta ascendió en 2024 a 187 millones de euros (con 14 millones de inversión pública y 173 millones de euros de inversión privada), dedicando a ello 3.076 personas (el 93%, 2.860 empleados, en las empresas).
En 2019, la aportación del parque al producto interior bruto fue del 1,56 % en Andalucía, del 7,95 % en la provincia de Málaga y del 19,27 % en la ciudad de Málaga. El efecto del parque sobre el total de empleo de Andalucía es del 1,65 %, del 8,27 % en la provincia de Málaga y de un 20 % en la ciudad de Málaga.[cita requerida]

## Instalaciones

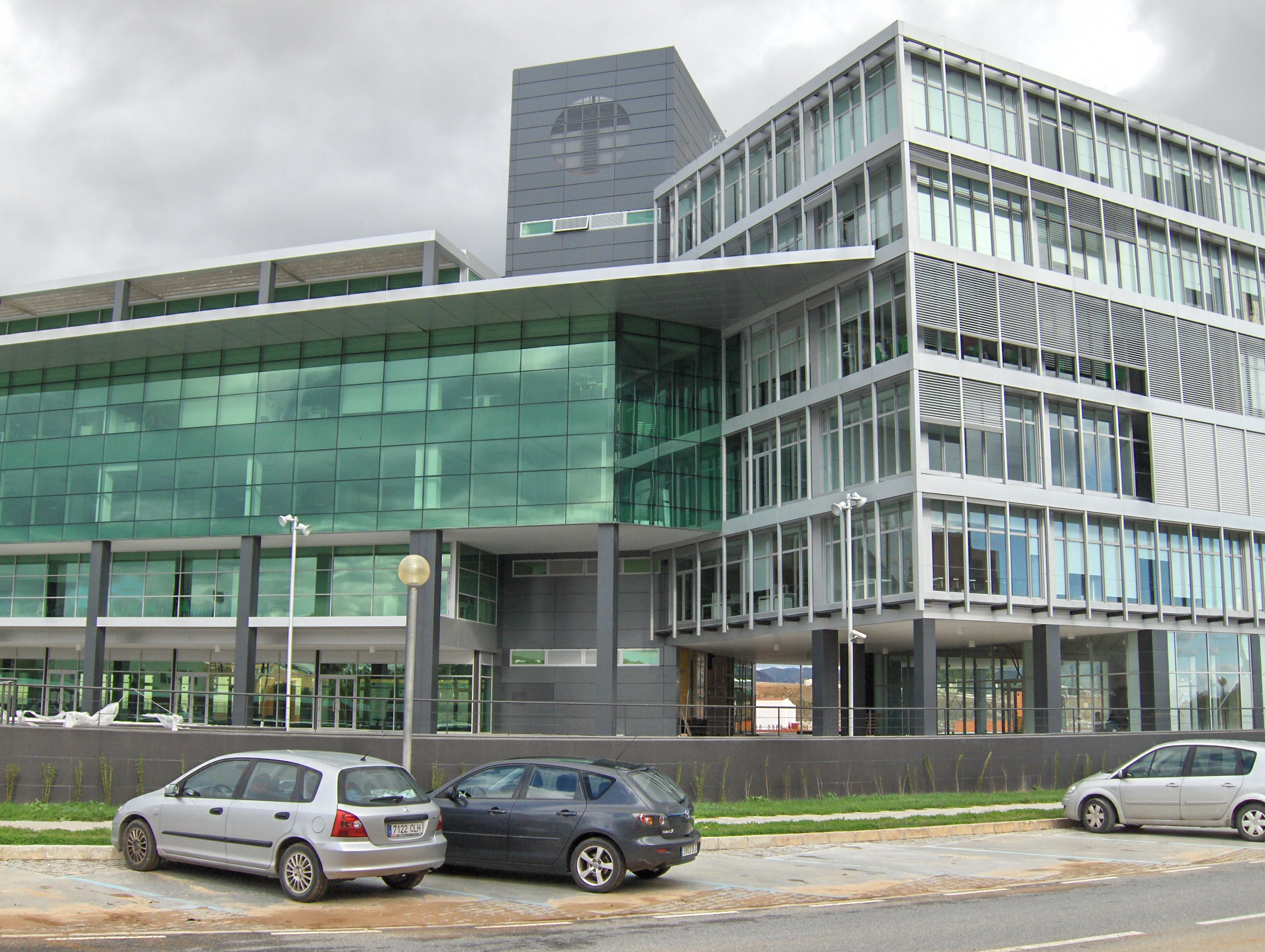
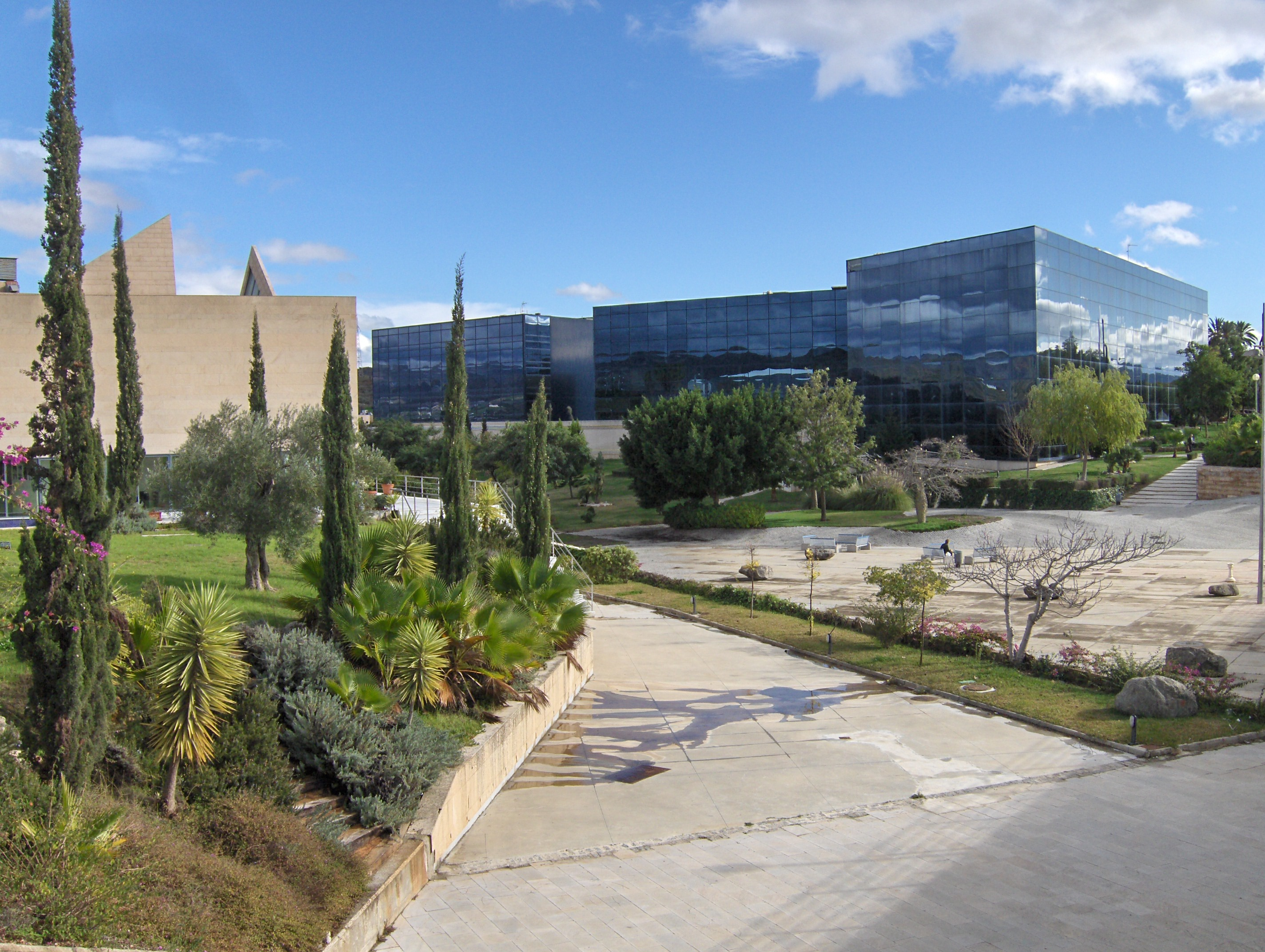
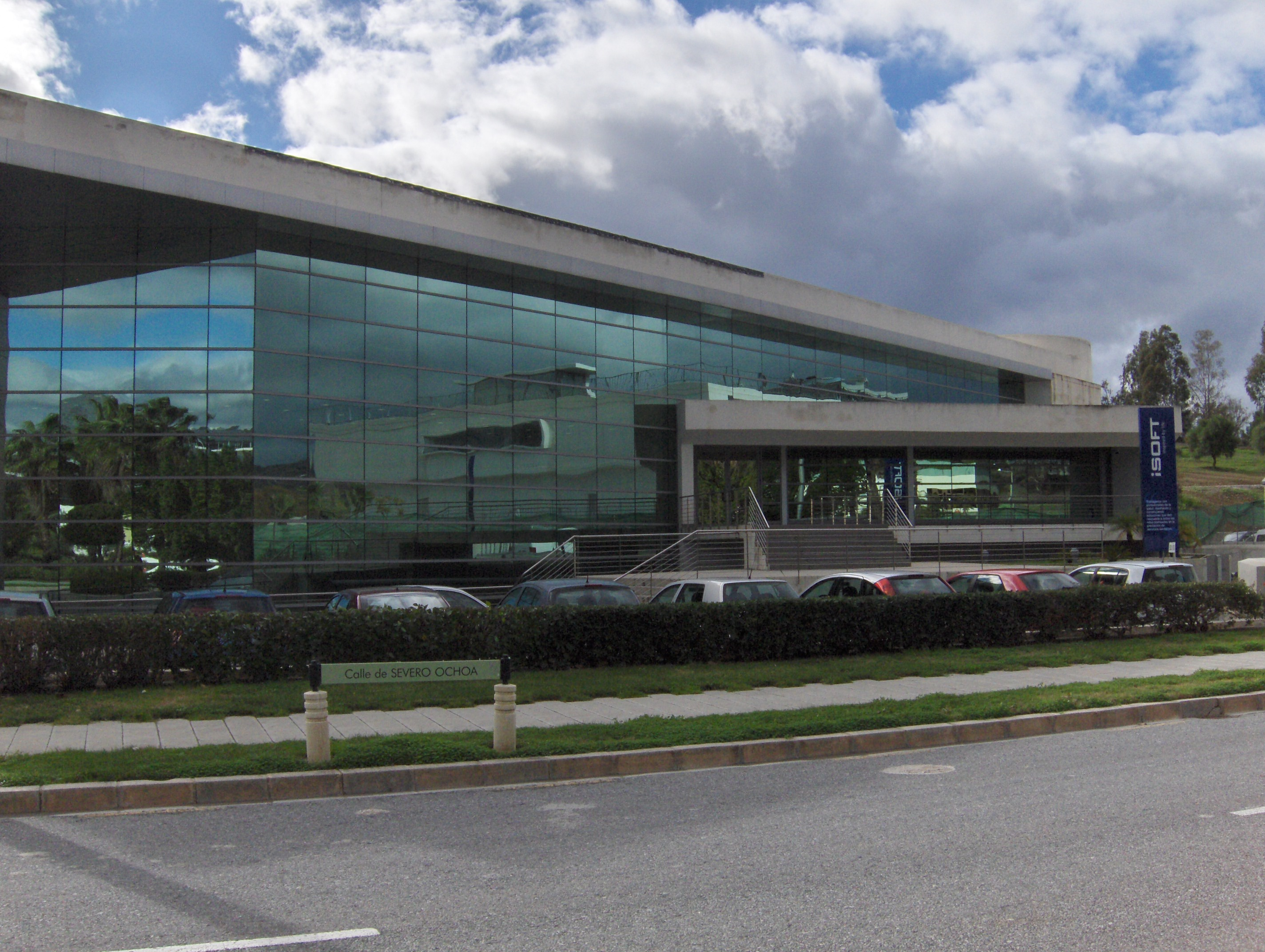
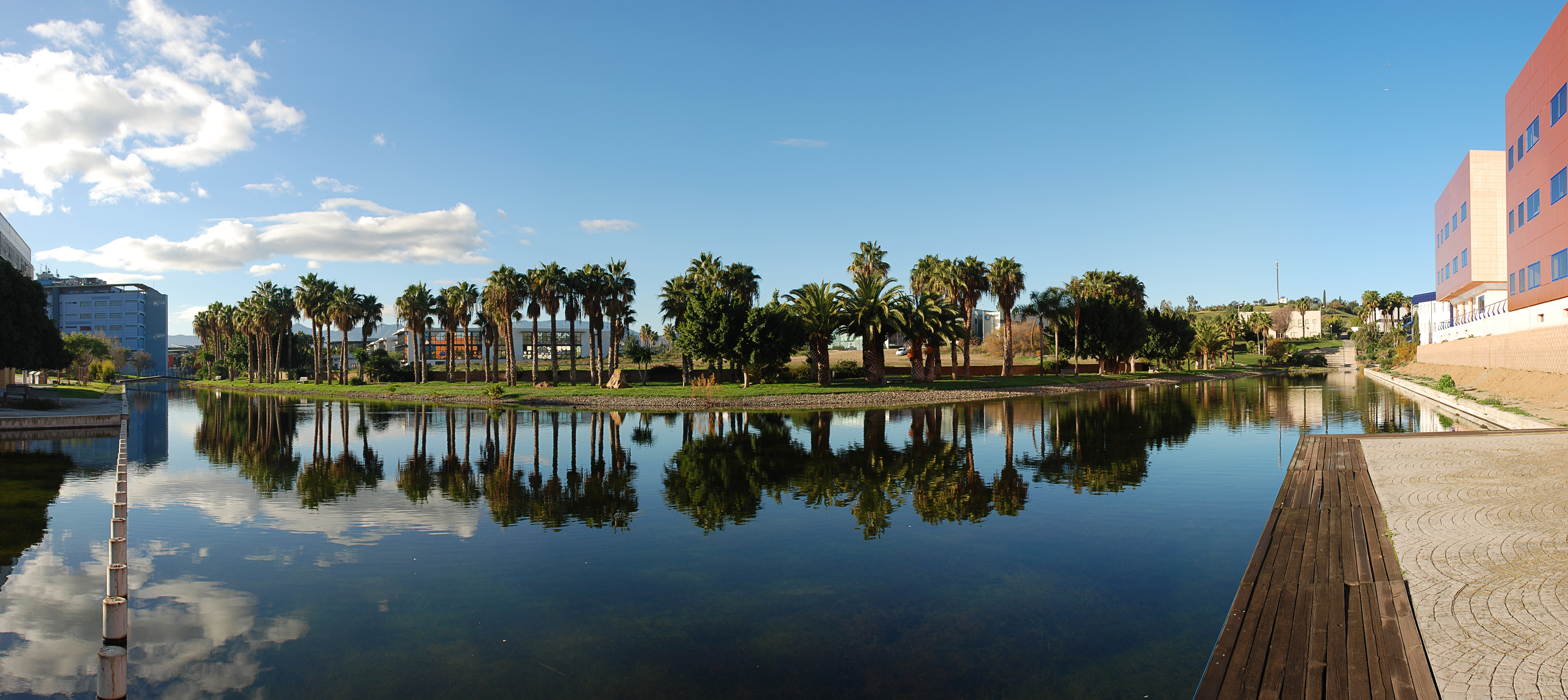

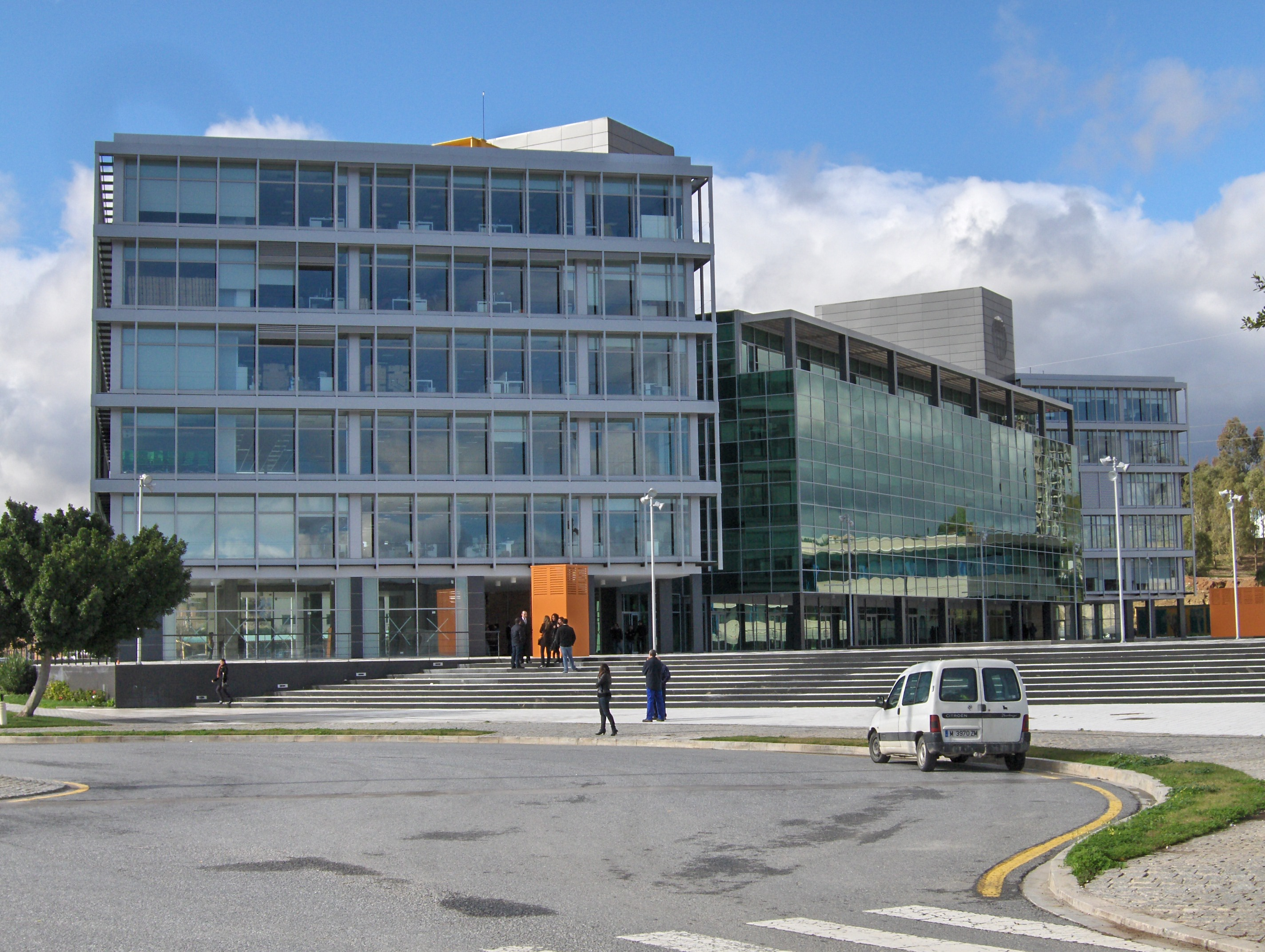
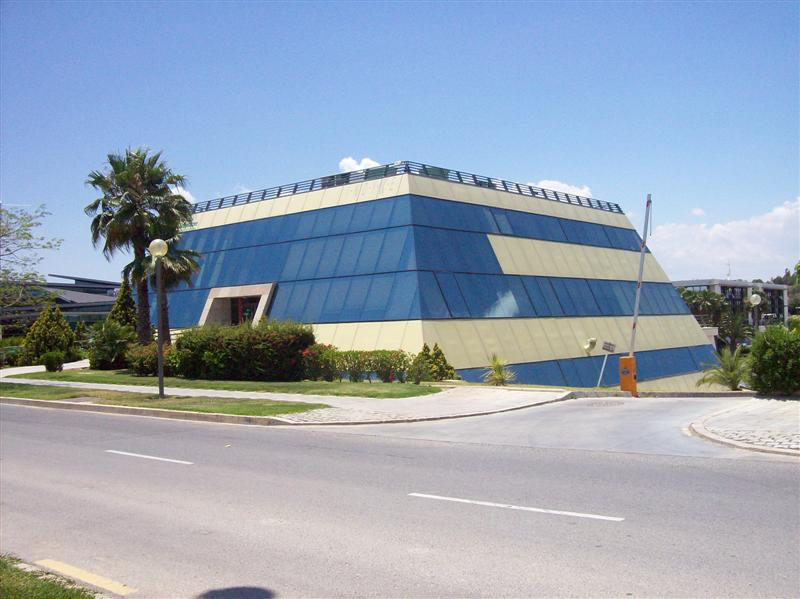
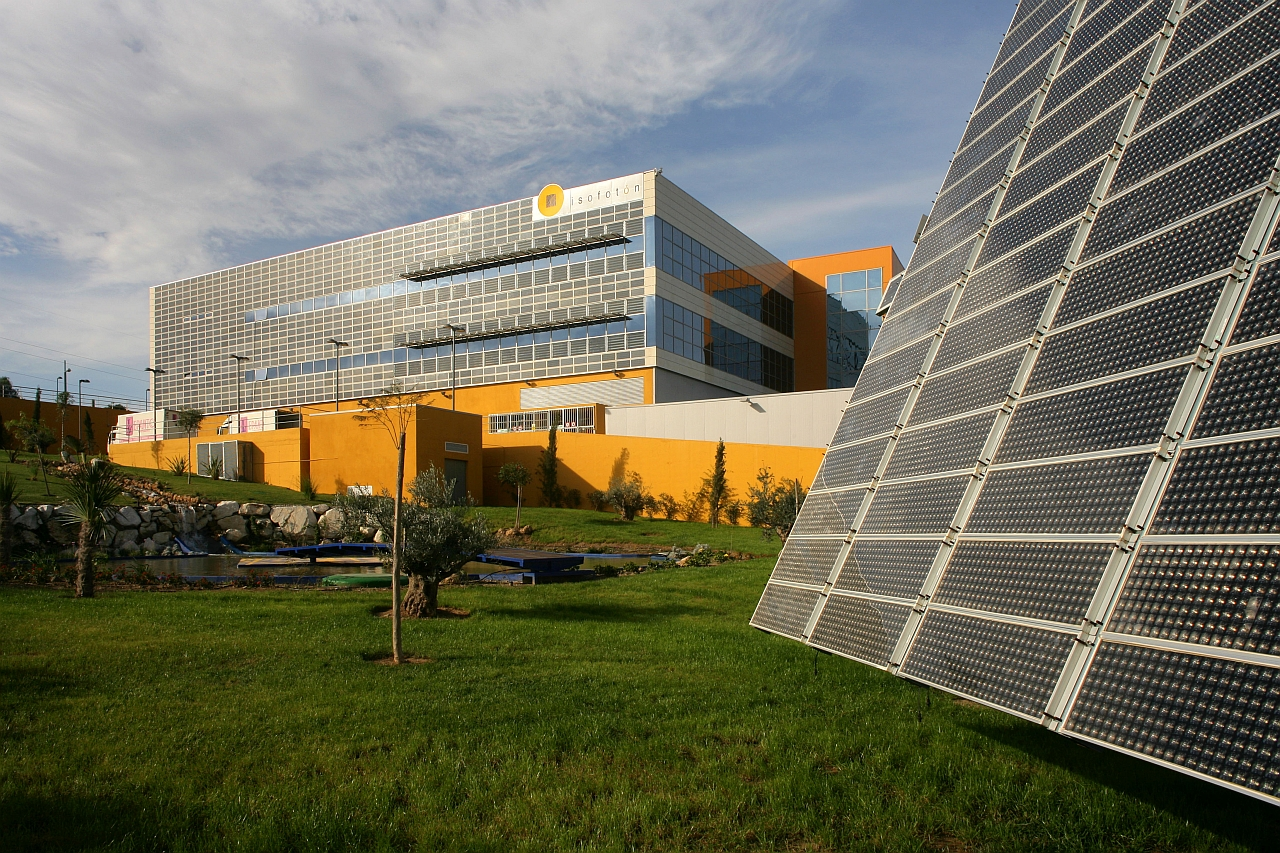
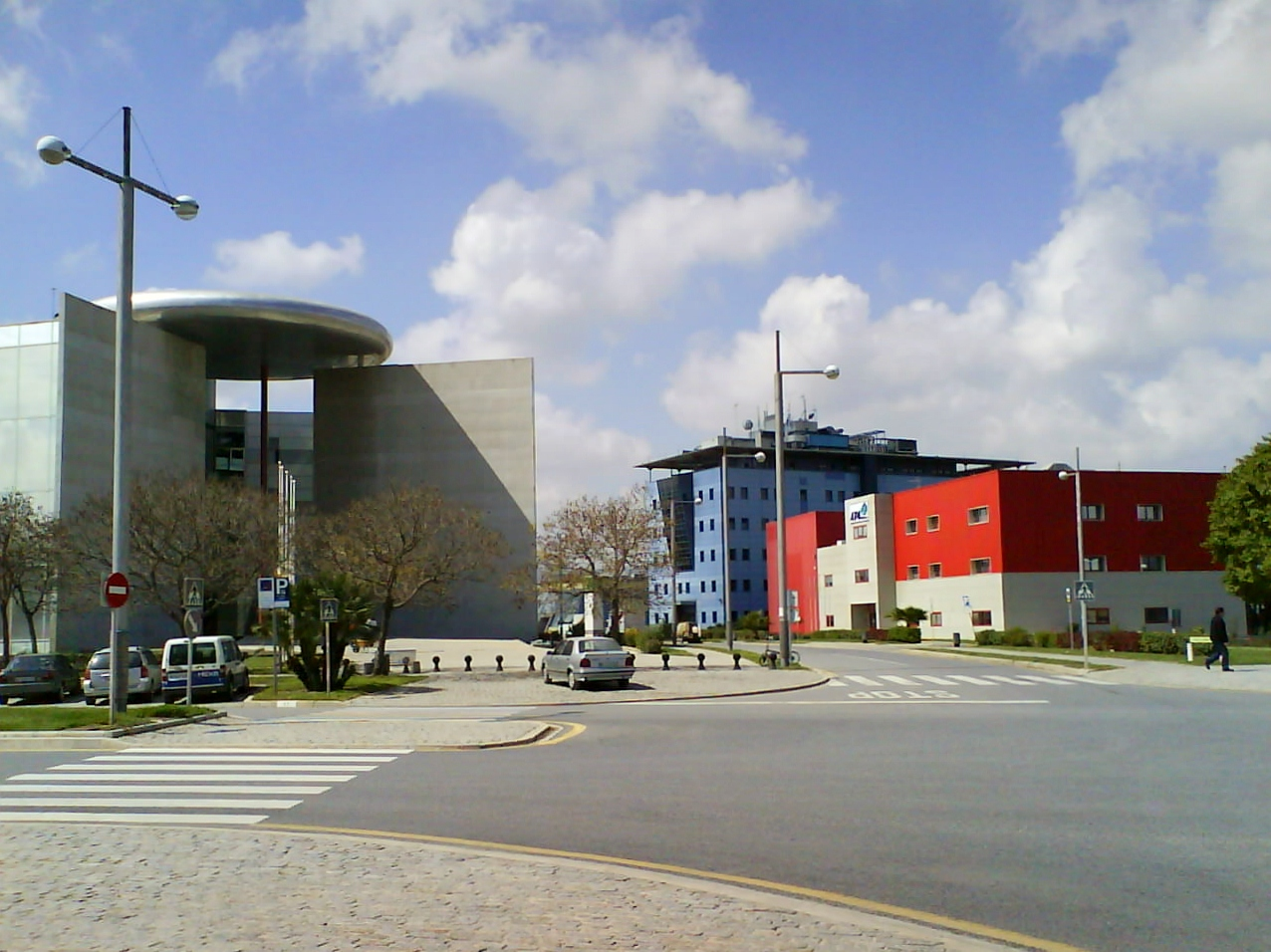

Málaga TechPark cuenta con extensos lagos habitados por pequeñas aves acuáticas migratorias, más de cuatro mil árboles y 150 000 plantas arbustivas que rodean el complejo. La tecnópolis malagueña alberga la sede de la Asociación Internacional de Parques Científicos y Tecnológicos (IASP), la Asociación de Parques Científicos y Tecnológicos de España (APTE), y de la Red de Espacios Tecnológicos de Andalucía (RETA).